# Burdick Ridge
Der Burdick Ridge ist ein im Burdick Peak bis zu 751 m hoher Gebirgskamm im östlichen Teil der Livingston-Insel im Archipel der Südlichen Shetlandinseln.
Luftaufnahmen entstanden zwischen 1956 und 1957 bei der Falkland Islands and Dependencies Aerial Survey Expedition. Der Falkland Islands Dependencies Survey nahm zwischen 1957 und 1958 auch Vermessungen vor Ort vor. Benannt ist der Gebirgskamm in Anlehnung an die Benennung seines höchsten Gipfels. Dessen Namensgeber ist der US-Amerikaner Christopher Burdick († 1831), der als Kapitän des Schoners Huntress aus Nantucket die Südlichen Shetlandinseln zwischen 1820 und 1821 besucht hatte.